# 3504 Kholshevnikov
3504 Kholshevnikov è un asteroide della fascia principale. Scoperto nel 1981, presenta un'orbita caratterizzata da un semiasse maggiore pari a 3,1003703 UA e da un'eccentricità di 0,1815077, inclinata di 2,04622° rispetto all'eclittica.